# David M. Cote

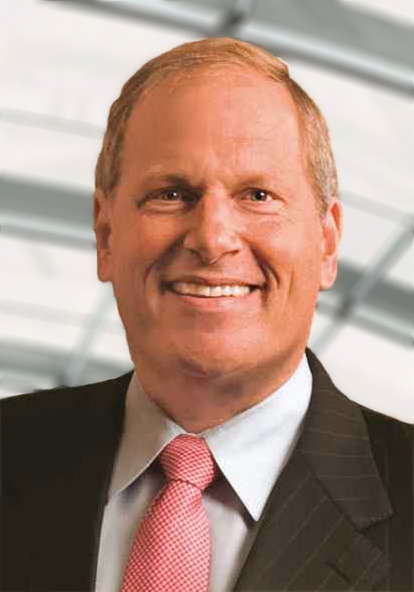
Dave Cote (2007)

David M. Cote (* 19. Juli 1952 in Manchester (New Hampshire)) ist ein US-amerikanischer Manager. Er ist für die GS Acquisition Holdings Corp tätig.

## Leben
Cote besuchte die Pembroke Academy und erhielt 1976 an der Universität von New Hampshire einen Bachelor-Abschluss in Business Administration. Im November 1979 begann Cote bei General Electric und stieg dort bis zum Vizepräsident des Unternehmens auf. Vom November 1999 bis Februar 2002 war er CEO bei TRW. Von 2002 bis 31. März 2017 war er Chief Executive Officer (CEO) bei Honeywell International Inc. Ebenfalls ab 2002 bis 31. März 2018 war er dort Executive Chairman.
Seit April 2018 ist er CEO und Präsident der GS Acquisition Holdings Corp.